# Agriophyllum minus
Agriophyllum minus är en amarantväxtart som beskrevs av Fisch., Carl Anton von Meyer och Carl Friedrich von Ledebour. Agriophyllum minus ingår i släktet Agriophyllum och familjen amarantväxter. Inga underarter finns listade i Catalogue of Life.